# Odra (Chorwacja)
Odra – wieś w środkowej Chorwacji, położona na terenie miasta Zagrzeb. Jest oddalona o około 5,5 km na zachód od miasta Velika Gorica i o około 9 km na południe od centrum Zagrzebia. W 2011 roku liczyła 1866 mieszkańców (w czym 879 to mężczyźni a 987 – kobiety).